# Sichtweite (Verkehrsplanung)

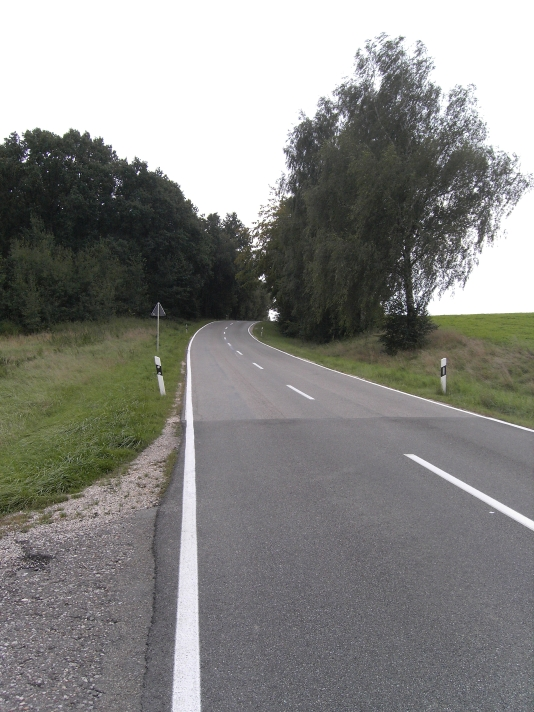
Fehlende Sichtweite wirkt sich negativ auf die Verkehrssicherheit aus.

Eine ausreichende Sichtweite, die es dem Fahrer eines Fahrzeuges ermöglicht, den Streckenverlauf und die Streckencharakteristik in Fahrtrichtung zu erfassen und sein Fahrverhalten dementsprechend zu regulieren, ist eine Forderung, die über den gesamten Verlauf der Strecke in beiden Fahrtrichtungen erfüllt sein muss, um Verkehrssicherheit zu gewährleisten. Daher ist diese beim Entwurf von Straßen zu berücksichtigen. Die Sichtweite auf freier Strecke ist nicht zu verwechseln mit der Sichtweite am Knotenpunkt. Dort werden die Anfahrsicht, die Annäherungssicht und die Haltesicht als Bemessungskriterium herangezogen.
Die Ermittlung der Sichtweiten auf freien Strecken und die Bemessungskriterien werden durch die Richtlinien für die Anlage von Straßen; - Teil Linienführung (RAS-L), Ausgabe 1995 der Forschungsgesellschaft für Straßen- und Verkehrswesen. Mittlerweile wurde die Norm allerdings überarbeitet, was zur Folge hat, das Teile dieses Artikels heute nicht mehr aktuell sind. Aktuelle Informationen zur Sichtweite in der Verkehrsplanung sind abhängig von der Verkehrswegekategorie in den jeweiligen Richtlinien zu finden: Richtlinien für die Anlage von Landstraßen (RAL), Richtlinie für die Anlage von Stadtstraßen (RASt 06) sowie Richtlinien für die Anlage von Autobahnen (RAA).

## Haltesichtweite
Als Haltesichtweite wird die Strecke bezeichnet, die ein Fahrer benötigt, um sein Fahrzeug bei unerwarteten Hindernissen auf der Fahrbahn zum Halten zu bringen.

### Maßgebende Geschwindigkeit
Als Basisgeschwindigkeit für Sichtweitenbeurteilungen wird die Geschwindigkeit v85 herangezogen, die sich aus der Entwurfsgeschwindigkeit vE ableitet. Die v85 ist die Geschwindigkeit, die das tatsächliche Fahrverhalten beschreibt, welches von 85 % der unbehindert fahrenden Pkw auf nasser Fahrbahn nicht überschritten wird. Bei einbahnigen Querschnitten der Straßenkategorie A (anbaufreie Straßen) wird dafür folgende Formel verwendet:
v85 = vE + 20 km/h mit vE < 100 km/h und v85,max = 100 km/h

### Tatsächliche Sichtweite
Vor einer Bewertung der Sichtweite nach den Kriterien Haltesicht- und Überholsichtweite muss die tatsächliche Sichtweite abschnittsweise und getrennt für beide Fahrtrichtungen ermittelt werden. Ähnlich wie beim Krümmungsband und beim Querneigungsband wird dazu ein Sichtweitenband gezeichnet, dessen waagrechte X-Achse aus der Stationierung (addierte Längen) der Achselemente ermittelt wird. Die Sichtweiten in beiden Fahrtrichtungen werden senkrecht dazu in einem geeigneten Maßstab aufgetragen und durch Linien mit unterschiedlichem Strichmuster verbunden. Da die Sichtweiten auch vom Verlauf der Gradiente der Achse abhängen, wird das Sichtweitenband auf dem Höhenplan im gleichen Längenmaßstab gezeichnet und ist dann mit der Gradienten- und Krümmungsdarstellung direkt vergleichbar.
Die Ermittlung der Haltesichtweite erfolgt in zwei Stufen:
- Im Lageplan wird eine Linie eingezeichnet, die 1,80 m parallel zum linken Rand des Fahrstreifens ist. Auf dieser Linie wird ein so genannter „Augpunkt“ oder „Augenpunkt“ ausgewählt, also ein Punkt, der ungefähr der Position des Fahrers entspricht. Vom Augpunkt aus wird eine Gerade konstruiert, welche am kritischen Punkt gerade noch innerhalb der Fahrbahnbreite zuzüglich Bankette liegt, wenn keine Einengungen des Sichtbereiches durch Schutzplanken oder Bauwerke vorliegen. Der Abstand vom Augpunkt bis zum Schnittpunkt dieser Geraden mit der gewählten Hilfslinie ist die Sichtweite im Lageplan. Maßgebend ist für jede Fahrtrichtung jeweils der Fahrstreifen in Fahrtrichtung, wobei die Sichtlinie jedoch im Bereich der gesamten Fahrbahn liegen kann. Die Folge der Augpunkte wird – abhängig von der Kurvigkeit der Strecke – so dicht gewählt, dass eine lineare Entwicklung der Sichtweiten von Augpunkt zu Augpunkt ungefähr gegeben ist.
- Die Sichtweite aus dem Lageplan, also die horizontale Sichtweite, muss anhand der Gradiente auf vertikale Einschränkungen überprüft werden, schwerpunktmäßig im Bereich von Kuppen. Hier gelten folgende Bedingungen:[2]

1. Höhe Augpunkte über der Fahrbahn: 1,00 m (für Pkw)
2. Höhe Zielpunkte über der Fahrbahn: 0,00 m (v85=60 km/h) bis 0,35 m (v85=100 km/h)
3. Die Verbindungslinie Augpunkt – Zielpunkt darf die Höhe der Gradiente in diesem Abschnitt nirgends unterschreiten. 
Gegebenenfalls müssen die Rohsichtweiten aus dem Lageplan auf diesen Wert korrigiert werden. Im Bereich von Wannen ist es eventuell auch notwendig, die lichte Höhe von kreuzenden Brückenbauwerken mit dieser Methode zu prüfen.

### Überprüfung der Haltesichtweiten
Auch die Berechnung der notwendigen Haltesichtweiten muss getrennt für beide Fahrtrichtungen und abschnittsweise vorgenommen werden, da sie von der Längsneigung abhängig sind. Die RAS-L enthält ein Diagramm zur Entnahme der Werte und gibt zur überschlägigen Berechnung folgende Näherungsformeln an:
| {\displaystyle s_{h}=s_{1}+s_{2}\quad }                                                                                    |  | erforderliche Haltesichtweite [m]       |
| {\displaystyle s_{1}=v_{85}\cdot {\frac {t_{R}}{3{,}6}}\quad }                                                             |  | Weg der Reaktions- und Auswirkdauer [m] |
| {\displaystyle s_{2}={\frac {1}{2g\cdot 3{,}6^{2}}}\cdot {\frac {v_{85}^{2}}{f_{T}+{\frac {s}{100}}}}\quad }               |  | reiner Bremsweg [m]                     |
| {\displaystyle f_{T}=0{,}241\cdot \left({\frac {v_{85}}{100}}\right)^{2}-0{,}721\cdot {\frac {v_{85}}{100}}+0{,}708\quad } |  | tangentialer Kraftschlußbeiwert [-]     |

| {\displaystyle v_{85}}            |  | [km/h] | Geschwindigkeit v85                    |
| {\displaystyle t_{R}}             |  | [s]    | Reaktions- und Auswirkdauer (tR = 2 s) |
| {\displaystyle g}                 |  | [m/s2] | Erdbeschleunigung (g = 9,81 m/s2)      |
| {\displaystyle {\tfrac {s}{100}}} |  | [-]    | Steigung                               |

Die Werte der notwendigen Haltesichtweiten werden analog zu den tatsächlichen Haltesichtweiten aufgetragen. In keinem Bereich der Strecke dürfen die tatsächlichen Haltesichtweiten die Linie der notwendigen Haltesichtweiten unterschreiten.

### Auswirkung auf den Trassenentwurf
Schon in der frühen Entwurfsphase muss der Achs- und Gradientenentwurf bei der Feinabstimmung auch bezüglich der Sichtweiten überprüft werden. Kommt es hier zu Konflikten, sind Achse und Gradiente so zu ändern, dass diese beseitigt werden. Oft genügt es, nur einige Abschnitte der Achse im Auge zu behalten, denn die Problemstellen bezüglich der Sichtweiten sind relativ leicht zu sehen. Im Lageplan sind das vor allem die Trassenabschnitte, deren Entwurfsparameter nahe an der Untergrenze der gewählten Entwurfsgeschwindigkeit vE liegen. Im Höhenplan trifft dies auf die Kuppenausrundungen zu. Die Feinabstimmung und Optimierung der Achse eines Verkehrsweges ist oft ein langwieriger, iterativer Prozess, vor allem dann, wenn durch schwieriges Gelände hoher „Anpassungsdruck“ besteht, eine fahrdynamisch gute Trasse mit wirtschaftlicher Ausführung und Unterhaltung und guter Integration in das Landschaftsbild zu entwerfen.

## Überholsichtweite
Neben der Haltesichtweite ist bei Verkehrswegen die Überholsichtweite bei der Gestaltung der räumlichen Linienführung wichtig, in diesem Fall jedoch als Option, die einen guten Verkehrsfluss ermöglicht. Die erforderliche Sichtweite umfasst eine voll einsehbare Strecke auf einer Länge, die den gesamten Überholvorgang mit genügend Sicherheitsabstand ermöglicht.
Die Ermittlung der Überholsichtweite und ihre Bemessungskriterien sind festgelegt in den Richtlinien für die Anlage von Straßen; - Teil Linienführung (RAS-L), Ausgabe 1995 der Forschungsgesellschaft für Straßen- und Verkehrswesen.

### Maßgebende Geschwindigkeit
Als Basisgeschwindigkeit für Sichtweitenbeurteilungen wird wie im Fall der Haltesichtweite die Geschwindigkeit v85 herangezogen, die sich aus der Entwurfsgeschwindigkeit vE ableitet.

### Überprüfung der Überholsichtweiten
Die RAS-L legt die erforderliche Überholsichtweite abhängig von der Geschwindigkeit v85 fest, wie nebenstehende Tabelle zeigt.
| Überholsichtweite in Abhängigkeit zur Geschwindigkeit v85 \| v85 [km/h] \| Überholsichtweite [m] \| \| 60 \| 475 \| \| 80 \| 525 \| \| 100 \| 625 \| |                       |
| v85 [km/h] | Überholsichtweite [m] |
| 60 | 475                   |
| 80 | 525                   |
| 100 | 625                   |

Diese Sichtweiten bauen auf folgendem Modell auf:
- Das zu überholende Fahrzeug fährt mit der Geschwindigkeit {\displaystyle 0{,}85\cdot v_{85}}.
- Das entgegenkommende Fahrzeug fährt mit der Geschwindigkeit v85.
- Das überholende Fahrzeug beschleunigt von v85 auf {\displaystyle 1{,}10\cdot v_{85}} und schert auf den Gegenfahrstreifen aus. Dort hält das Fahrzeug diese Geschwindigkeit bei, bis das langsamere Fahrzeug überholt ist. Es schert danach wieder in seinen Fahrstreifen ein und hat dabei sowohl zum entgegenkommenden als auch zum überholten Fahrzeug den erforderlichen Sicherheitsabstand.

Eine ausreichende Überholsichtweite ist dann vorhanden, wenn die tatsächliche Sichtweite gleich oder größer der per Definition als Mindestlänge gem. v85 vorgegebenen Überholsichtweite ist. Die Ermittlung der Überholsichtweite erfolgt konstruktiv analog zur Haltesichtweite, der Unterschied besteht lediglich darin, dass die Überholsichtweite aus dem Sichtbereich auf die entgegengesetzte Fahrtrichtung abgeleitet wird.

### Berücksichtigung der Überholsichtweite beim Trassenentwurf
Im Gegensatz zur Haltesichtweite, die über die gesamte Länge der Trasse vorhanden sein muss, genügt für sichere Überholvorgänge ein Streckenanteil von 20 bis 25 % der Gesamtstrecke, wobei die Verteilung dieser Bereiche ungefähr gleichmäßig sein sollte. Lässt sich dieser Streckenanteil nicht durch Änderungen im Achs- und Gradientenentwurf steigern, weil dies z. B. aus Gründen der Wirtschaftlichkeit und des Landschaftsschutzes nicht möglich ist, kann eventuell ein zusätzlicher Fahrstreifen Abhilfe schaffen. Solche Abschnitte sind in der jeweiligen Fahrtrichtung voll auf die Überholbereiche anrechenbar, da hier Überholvorgänge nicht den Gegenverkehr tangieren.
Bei der Entwurfsplanung sind bezüglich der Überholsichtweite folgende Punkte zu beachten:
- Die Überholsichtweite ist vor allem bei anbaufreien, im Gegenverkehr benutzten Straßen der Kategorie A zu prüfen und in die Entwurfskriterien einzubeziehen. Bei angebauten Straßen der Kategorien B I und B II besteht aus Gründen der Verkehrssicherheit (Abbiegeverkehr) kein Anspruch auf Überholsichtweite.
- Sichtweiten im Bereich der halben bis vollen Überholsichtweite führen zu Fehleinschätzungen, die der Verkehrssicherheit abträglich sind.
- Wird in solchen Bereichen ein Überholverbot angeordnet, ist zu prüfen, ob der langsame landwirtschaftliche Verkehr sicher überholt werden kann. Wenn dies der Fall ist, kann durch eine Zusatzbeschilderung das Überholen dieser Fahrzeuge freigegeben werden.
- Bei begrenzten Sichtweiten ist die räumliche Linienführung sehr sorgfältig zu prüfen. Wenn im Rahmen der tatsächlichen Sichtweite Streckenteile unter die vertikale Sichtbegrenzung „abtauchen“ und danach im Bereich der Überholsichtweite wieder ohne deutlich erkennbaren Versatz hervortreten, sind gefährliche Überholvorgänge durch Fehleinschätzung der Situation möglich. Hier muss die Linienführung so verändert werden, dass dies nicht mehr der Fall ist.
- Zwar ist die Überholsichtweite kein vorrangiges Entwurfskriterium, aber sie sollte aus Gründen der Verkehrssicherheit so in eine Planung einfließen, dass die Erfassung des Streckenverlaufs aus der Fahrersicht keinen Raum für Fehlinterpretationen bietet. Überholverbote sind eventuell notwendig, aber nicht von vornherein vorzusehen. Sie verlieren viel Wirkung, wenn ihr Sinn nicht auch aus dem Streckenverlauf erkennbar wird.

## Normen und Standards
- Forschungsgesellschaft für Straßen- und Verkehrswesen: Richtlinien für die Anlage von Landstraßen – RAL 2012, Ausgabe 2012, FGSV-Verlag Köln
- Forschungsgesellschaft für Straßen- und Verkehrswesen: Orientierungssichtweite – Definition und Beurteilung, Ausgabe 2007, FGSV-Verlag Köln